# Paulinenaue
Paulinenaue est une commune allemande de l'arrondissement du Pays de la Havel, Land de Brandebourg.

## Géographie
La commune comprend le quartier de Selbelang.
| Wiesenaue     |             | Fehrbellin |
| Mühlenberge   | Paulinenaue | Nauen      |
| Retzow Pessin |             |            |

Paulinenaue se trouve sur la Bundesstraße 5 et la ligne de Berlin à Hambourg.

## Histoire
Paulinenaue est mentionné pour la première fois en 1390.

## Personnalités liées à la commune
- Hans Goldschmidt (1861-1923), chimiste
- Eilhard Alfred Mitscherlich (1874-1956), agronome
- Carl Ramsauer (1879-1955), physicien
- Albert Willimsky (1890-1940), prêtre résistant au nazisme
- Asmus Petersen (1900-1962), agronome
- Peter Pollack (né en 1930), homme politique
- Günter Neumeister (né en 1951), homme politique